# Numero di unità di trasporto
Il numero di unità di trasporto (abbreviato NTU) è un numero di cui si fa uso in termodinamica nell'analisi e nella progettazione di scambiatori termici a fluido col metodo ε-NTU.

## Formula
{\displaystyle NTU={\frac {U_{D}A}{{\dot {C}}_{min}}}={\frac {UA}{({\dot {m}}c_{p})_{min}}}}
dove U è il coefficiente globale di scambio termico e A è l'area della superficie dello scambio termico dello scambiatore di calore. Fissati i valori di U e {\displaystyle {\dot {C}}_{min}}, il valore di NTU è una misura della superficie di scambio termico A, vale a dire che al crescere di NTU crescono le dimensioni dello scambiatore.